# カレーショップ志み津
カレーショップ志み津（カレーショップしみづ）は、日本にかつて存在したカレー店。AV男優のしみけんが東京都世田谷区船橋に開店した店であり、「うんこ味のカレー専門店」をコンセプトとしていた。
しみけんは食糞経験者としてオーナーを務め、構成作家・イベントプロデューサーである岡田紘樹（おぱんぽん）が店長として、料理と広報を担当した。2015年（平成27年）8月16日に期間限定として開店し、翌2016年（平成28年）1月4日に閉店した。わずか約5か月間の営業の上に、店舗側が主メニューのカレーを「くさい」「不味い」と認めていたにもかかわらず、非常に大きな反響を呼んだ。日本国内のみならず、アメリカ合衆国のCNNを始め、日本国外のメディアでも数多く報道された。

## 沿革

### 前身
2013年（平成25年）9月28日に、東京都杉並区のライブ会場である阿佐ヶ谷ロフトで、「究極のカレーイベント」と称して、「うんこ味のカレー単独ライブ」が開催された。「うんこ味のカレーとカレー味のうんこ、食べるならどっち」という、小学生の悪ふざけのような問いに対して、解答を出すため、実際に「うんこ味のカレー」を作るイベントである。料理研究家のオガワチエコを中心として、おぱんぽん、作家の架神恭介や菊池良、ガールズバンドのぐしゃ人間ら、サブカルチャーに造詣の深いメンバーらも交えた参加者たちが、このイベントでカレー作りに挑んだ。しみけんは食糞経験者としてこのカレーを食べることを希望し、イベントに参加していたことで、おぱんぽんとの出逢いのきっかけとなった。しかし肝心のカレーについては、このイベントでは結果的に、ごく普通に食べられるカレーになってしまった。
その2年後の2015年（平成27年）4月に、テレビ埼玉で、しみけんの地上波初の冠番組である『しみけんの脳ミソつるつる野郎』の放映が開始された。この第1回のテーマが「うんこ味のカレー」であり、しみけんはカレー作りに再挑戦して、「うんこ味のカレー」を作ることに成功した。
しみけんは、このカレーを一般の人にも体験させたいと考えたものの、イベント会場からは「もう勘弁してください」と拒否された。レトルト食品としての販売も考えたが、あまりの臭気で工場から拒否された。テレビ番組も、同2015年7月末に終わってしまった。

### 開店
しみけんがこのカレーの発表の場を失ったことで、新たな展開を模索した結果、同2015年8月16日に、本店の開店に至った。しみけんは開店の理由を「うんこ好きとして、皆さんにうんこの味を知ってもらいたかった」「『うんこ味のカレー』と『カレー味のうんこ』という例の問いに、答を出したかった」「誰も答を出さず、有耶無耶になっていたのがすごく嫌だった」とも語っていた。
おぱんぽんは、「『うんこ味のカレー』と『カレー味のうんこ』」の選択は、机上の空論でしか答を出すことができなかったが、自分たちの店では、必ず「うんこ味のカレー」を食べることができ、「究極の選択に答えを出すことができる」と主張していた。また、おぱんぽんは「現状では美味の基準が画一化されている」「食文化はもっと奥深いはず」とし、真の狙いを「現状の挑戦」とも語っていた。
店舗自身では、罰ゲームとして利用されたり、飲食よりも楽しみを目的とした店、店として存在していること自体がジョークの「ジョーク飲食店」と定義されていた、営業目的を「ビジネスではなく悪ノリ」とも語っていた。おぱんぽんは、店を「飲食店ではなくアトラクション」とも語っていた。開店翌日に保健所から連絡が来た他、開店から1週間も経たずして、日本国外の数十か国以上のメディアに掲載されるなど、良くも悪くも世界中で話題を振りまいた。

### 閉店 - その後
開店当初より期間限定での営業が予定されており、2015年12月に、翌2016年1月での閉店予定が発表され、その発表通り2016年1月4日に閉店した。閉店の理由は、閉店当時は店舗側が「近隣からの苦情や収支の問題ではなく、むしろ予想外の反響により営業期間を延長した上で、『世間から惜しまれる内が華』との理由から、人気絶頂の中での閉店を決断した」と説明していたが、しみけんは後年には「周囲の店舗から臭気の苦情があった」と語っていた。
閉店後の2016年2月11日、先述の阿佐ヶ谷ロフトで、大手クイズサークル主催によるクイズイベントが開催され、クイズ誤答者は、しみけんプロデュースの「うんこ味カレー」を一口食べるというペナルティで、このカレーが用いられた。同2016年4月30日、大阪府のライブハウスであるLoft PlusOne Westで、1日限定の営業イベントが開催された。初の復活営業、かつ初の地方進出である。Loft PlusOne Westは、店のルーツといえる阿佐ヶ谷ロフトの系列店であり、打診から1秒で営業を快諾したという。同2016年8月には東京都新宿のイベント会場である新宿レフカダで、開店1周年記念イベントが開催され、各種イベントと共に「うんこ味のカレー」が提供された。
その後はインターネット支店として、ネット番組として継続する展開が想定されている。2018年（平成30年）8月時点では公式Twitterで「うんこ味カレーは、依頼があれば作りに伺う」「味は営業時より進化している」と発信されている。

## 内容
食べ物のメニューは「特製うんこ味のカレー」のみで、量は、スプーンで3口程度の「ちっせぇの」、7口程度の「そこそこ」、容器いっぱいに入った「でっけぇの」の3種類、料金はそれぞれ400円、600円、1000円であった。ライスは別売りであった。トッピングとして福神漬の代わりに、世界で2番目に臭い食品とされる朝鮮料理のホンオフェ（発酵したガンギエイの刺身）も用意されており、メニューでは「公衆トイレ感UP!」とされていた。食器にも拘り、皿は便器の形であった。「ちっせえの」「そこそこ」は和式便器型、「でっけえの」は洋式便器型であった。
飲み物のメニューとしては、非常に苦いことで知られるセンブリ茶が無料かつ飲み放題サービスであり、検尿カップに注いで提供された。一般の店舗なら無料のはずの水（ミネラルウォーター200ミリリットル）は、この店では有料で、アルコール類より高く1000円と、開店当初は店内で最も高額であった。後に新サービスとして、尿瓶に入ったビールが2000円で提供され、カップはセンブリ茶と同じく検尿用であった。店舗のコンセプトもあって尿を彷彿させる外観だが、本物のビールである。
飲食以外のサービスとして、本物の洋式便器が店内に置かれて、「VIP席」として500円で提供されており、「究極の便所飯」とされていた。ティッシュペーパーの代わりにトイレットペーパーが置かれていた。
カレーのみならず、店舗自体も非常に臭気が強かった。この臭気については、店主のおぱんぽん自身が「僕が一番身に沁みてわかってる」といい、「ずっとくさい」「風が吹いたとき、自分のにおいがうんこで死にたくなった」とも語っていた。しみけんは「シェフが電車に乗ったら、前の座席の人たちがすぐにハンカチで押さえた」と語っていた。この強烈な臭気の対策として、店内には脱臭機や空気清浄機が多めに設置されており、帰りに芳香剤の噴射サービスも提供していた。それでも、服や持ち物が非常に臭くなるため、臭くなっても大丈夫な格好での来店が推奨されていた。

### うんこ味のカレー
本店唯一のフードメニュー。「うんこ味」と名付けられているものの、実物の糞ではなく、臭気が糞に近い食材としてくさや、苦みや渋みを出すためにセンブリ茶やゴーヤ、カカオパウダーなどをカレーと一緒に入れ、水分などの微調整により、粘り気を近づけて作られた。他の材料として、タマネギ、ニンジン、ニラといった野菜も用いられているが、これらは茹でて、意図的にうま味をなくされていた。他にサンマの内臓、挽肉、にがりなどを入れて、煮込んで作られた。くさやは店内に意図的に臭気を満たし、カカオパウダーはカレー本来の香気を打ち消す狙いがあった。こうした調理法は、自宅でも「うんこ味のカレー」を再現可能なよう、ニュースサイトなどの取材に対して公開されていた。
この料理法は、インターネット上に存在したものが原案となっていた。しみけんがそれを食べた上で、苦味や渋味を加え、うま味を削るなどして、より本物に近づけられた。食糞経験のある来客があったときは、感想を聞くなどして、都度、改良が加えられた。本物の糞と同じ味かどうかは、しみけんを始めとする何人かの食糞経験者が試食し、味を保証した。しみけんは特に、250人もの食糞を経験したため、「カレーの味が実物と同じかどうかを確めることができる」とのことだった。
その味は、店舗自身が「とてもまずい」と主張していた。あくまで「うんこ味」にこだわり、「カレーがおいしくできた日」は休業日として定められていた。食べログでは1点台の評価を目標としていた。臭気や不味とは裏腹に、食材は栄養に富むものが多く、店では食材をしっかりと加熱して、安全に調理していることを心がけていた。
具材は変わらないが、配分は日によって変わっていた。例として、「二日酔いをしたあとのうんこ」、「30台前半の銀行員の女性が、朝1発大きいうんこして、夜めのうんこ、ちょっとくだしてる感じ」、「30代のOLが、日曜日に消化不良を起こして月曜日に頑張って出したうんこ」などのバリエーションがあった。流動性をなくして粘り気を出すために、水分を減らしたり、センブリ茶を通常の飲用より濃くすることもあった。

## 反響

### 開店前 - 開店直後

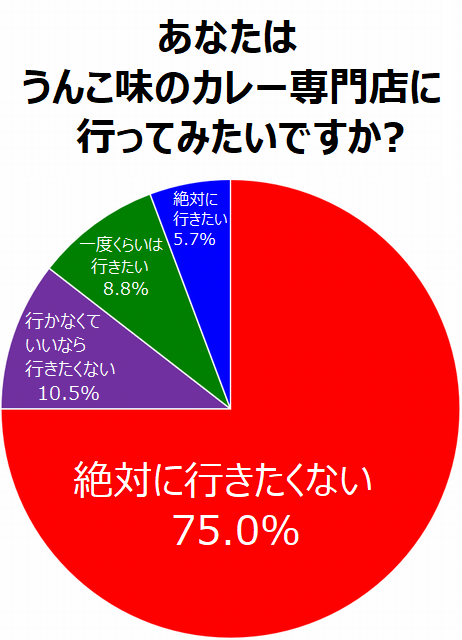
開店直前のマーケティングリサーチ結果（2015年8月12日 - 8月13日）

開店直前のマーケティングリサーチでは、2015年8月12日から8月13日にかけて、「うんこ味のカレー専門店に行ってみたいですか」の質問に対して、20代・30代の男女400人（年代・性別均等割付）の回答者の内、75パーセントが「絶対に行きたくない」、10.5パーセントが「行かなくていいなら行きたくない」と回答し、双方を合計すると、85パーセント以上の回答者が「行きたくない」という、店舗にとっては致命的な結果になった。この結果により、「うんこ味のカレーを一般客に広めることに苦労することは確実」との予想もあった。また「もし、うんこ味のカレー専門店にデートで誘われたらどう思うか、一番近い意見を教えてください」の問いに対しては、「正気の沙汰ではない」が57.5パーセント、次に「別れる」という意見が14.5パーセントとなった。
店舗の公式Twitterによれば、開店翌日、8月17日午前に「保健所から電話が来た」とあった。しみけんによれば、「うんこ味のカレーを提供している店がある」と保健所あてに通報があり、保健所からは「あんまりお客様が食べれないようなもの作るな」と電話で言われ、営業の条件として「『うんこ味のカレー』とわかるように入口に貼り紙をする」「エスカレートして、味を嘔吐するレベルにしない」の2点を注意されたという。
その直後の8月22日から23日にかけて、インターネットで営業継続の予想調査が行われ、20代から40代の男女600名（性別・年代均等割付）の内の、64.8パーセントの回答者が「1か月以内に潰れる」と答え、4か月以上続くとの回答は全体で20.5パーセントのみであった。

### その後の反響
このように不安な状態での開店、営業であったが、予想に反して開店当日は約20人の来客が、長蛇の列をなした。開店翌日の8月17日の公式Twitterでは、カレーが完売とのことであった。その後も連日、カレーもほぼ完売になるほど人気となった。この月には300人の来客があり、その内の9割以上がカレーを完食した。
翌9月にも、好奇心旺盛な男女客が、1日に数十人は来店していた。同9月の情報サイト「Goo いまトピ」（NTTレゾナント）の企画による取材時も、開店前から並んでいる客がおり、開店時刻から30分後にすでに店内が満席で、「でっけぇの」が完売であった。同月の情報サイト「探偵ファイル」による取材時には、取材依頼が殺到していた。しみけんはAV男優としての本業が多忙なため、おぱんぽんが店長として実質的に店舗を切り盛りしていたが、しみけんがいる日は特に予約が困難とのことであった。
予想外の人気で人手が圧倒的に不足し、おぱんぽんが調理や雑用などあまりの作業の多さに「この体制で営業を続け、高いパフォーマンスを維持していくは難しい」と限界を感じたことで、2015年9月からは「インターン制度」が導入された。希望者が技術などを教わりつつ、ビジネスを一緒に体験できる制度である。求人ウェブサイト「ウォンテッドリー」で募集開始が告知されたところ、開始から数時間で東京大学の大学院生や早稲田大学の学生などから応募があった。東大の総長賞を受賞した院生からも申込みがあり、東大院生は英語とITとファイナンスに加え、「このカレーが世界で通用する人材としての必要スキルだと思った」ことが応募の理由とのことだった。留学経験のある早稲田大の学生など、一流企業のインターン並みの高学歴な人材からの応募もあった。
この9月時点では、営業期間について店舗側は「早いと9月末に閉店」「長くても年内まで」と答えていたが、後述のように日本国外のメディアでも多く取り上げられたこと、Twitterなどで「行きたい」という声を多く寄せられたことに応えて期間を延長。さらに遠方からの客や、帰省のタイミングでしか来店できない客への配慮から、大晦日や元旦および正月三が日にかけての、年末年始の営業を経て、その翌日の1月4日まで営業が続けられた。
客層は、おぱんぽんによれば好奇心が強い人が主で、年齢層は高校2年生から50歳くらいまであり、女性の来客もあった。高校2年生の少年は、しみけんやAV男優に憧れて「うんこカレーを食べることが男優になる第一歩」と、愛知県から東京まで来店して来た。壁にはカレーを完食した来客の写真が貼られており、それによれば、2015年10月時点で、少なくとも百人の常連客がいた。2015年11月のプレスリリースによれば、男女比は7対3で男性が多かったが、女性1人での来店も多かった。スカトロマニアの来客はむしろ時々であったが、本物の食糞経験者は、より「うんこ味」に近くなるよう助言をしてくれたという。2015年12月時点で30回以上来店したリピーターも複数、存在した。コミュニケーション空間としての感想では、「楽しかった」という来客が圧倒的に多かった。罰ゲームとしても使用された。
作家の長倉顕太は、この店を「本当にくだらない。俺は好きだけど」と感想を語ると共に、このようなカレー店の繁盛ぶりを、「1食くらいどうでもいい」、転じて「日本が非常に平和で豊かな国」の証と述べている。

### カレーの味と臭気
主メニュー「うんこ味のカレー」の感想は、開店初日に取材に来た架神恭介が「美味しくないけど、普通に食べれる」と語り、他の客からも「味は普通のカレーとあまり変わらない」「苦いけど、食べられる」などの感想が寄せられた。おぱんぽんによれば、初めての大量生産であったことと、食材を高級な店で仕入れたことで、美味に仕上がったためであり、これを予想外の成果として「失敗」と語っていた。「明日も行くしかない」「本物のうんこ味を求めて、またリベンジしたい」と、リアルな「うんこ味」を求める客の声もあった。
おぱんぽんは、この初日の反響を反省して、「これがうんこだ」という味を提供できるように、カレーの味を改善した。その結果として、その後の反響は、しみけんによれば「まずい」が9割で、数口食べて「参りました」と叫びながら店を出た客もいた。「イメージトレーニングと現実とは違う」と言って、脱力する客もいた。これだけの不味さと臭気にもかかわらず、完食率は9割であった。なお完食には、苦味が濃縮されたカレー汁を飲み干すことが条件であった。17歳の少年から「夢が叶った」と感謝されたケースもあった。「口内炎が治った」「生理が来た」「快便になった」といった声もあった。
AV女優（当時）の上原亜衣は「そこそこ」に挑戦したが、1口食べてすぐに1杯千円の水を注文、3口食べて「もう無理」と言い、「今年一番きつかった仕事」とコメントした。「また食べたいと思いますか」の問いに対しては、「思いません」と即答した。この取材に同行したFANZAニュース編集部員によれば、「（上原が）こんなにテンション下がってるのあんまり見たことない」とのことだった。
アイドルグループ「仮面女子」の一員（当時）であった神谷えりな（現・上矢えり奈）は、「でっけぇの」に挑んだものの、完食には1時間半以上を要し、「（臭気が）完全にうんこ」「刺激臭にも程がある」「人間が食うもんじゃない、生物が食うもんじゃない」などと語った。その3か月後のインタビューでは当時の来店を振り返り、テレビ番組の紹介で面白さを感じ、アクセス数を稼ぐために来店したものの、「ただキツイだけ」と語っていた。カレーのコマーシャルを見るだけで不快感を覚え、「思い出すだけでも夢に出てきます」「もう絶対に行きません」と語っていた。フリーライターの桜井えりすは試食の感想を、「想像の中のうんこそのもの」「衝撃の食べ物」などとコメントした。
「日刊SPA!」（扶桑社）の取材記者は、「えぐみ、苦味、臭味のハーモニー」「飲み込もうとしても体が拒否して飲み込めない」「二口、三口と、何口食べても、変わらない不味さが襲いかかる」と言いつつも「でっけぇの」を完食した。47NEWSの取材記者は「ちっせぇの」に挑戦し、不味さに加えて臭気で呼吸すら嫌になり、取材内容をノートに書こうにも、手が震えて字が書けなくなり、手がスプーンを持つことを拒否した末に、一口のみで試食を断念した。
メディアプロダクション「KAI-YOU」のライターであるコダック川口は「でっけぇの」に挑み、「口に入れた瞬間、強烈な臭気と、妙に素材感のある食感が口を蹂躙した」「えげつないほど苦い」「これほどまでにスプーンが進まないカレーは他にない」と感想を言いつつも、しみけんに食べさせられる形で完食した。
その一方で、AV女優のAIKAとヘアメイクアーティストの泉麻那らは、「苦いけど、カレーだね」「マズいけど食べられる」「そこまでうんこじゃないよ」とコメントしており、不味さと臭気にこだわるしみけんは「営業妨害だ」と主張していた。

### ドリンクとトッピング
サービスのセンブリ茶は、罰ゲームで登場するほど非常に苦いはずだが、このカレーの不味さのために、逆に茶の味を、桜井えりすが「甘く美味しく感じる」、FANZAニュース編集部員が「こんなに美味しかったんだ」というほどだった。
トッピングのホンオフェについては、桜井は「生命の危機を感じた」と語った。おぱんぽんは「ホンオフェを口に入れて噛んでカレーをかきこむ」と推奨していたが、それを実践したコダック川口によれば「においという概念を超えた」「においの向こう側に、気が遠のきそうになる」「噛みごたえがありすぎて、容易に飲み込めない」「うんこ味のカレーの方がおいしく感じられる」とのことであった。カレーを「食べられる」と言った泉麻那も、ホンオフェを「この魚は小便くせぇ」と言っていた。
また泉らの試食時には、世界一臭い食べ物とされるシュールストレミング（塩漬けのニシンの缶詰）がトッピングとして提供され、泉は「これこそうんこだ」「マジうんこ」、AIKAは「素人とSEXするより嫌」と言っていた。

### 店内の臭気
店内自体の臭気について、取材陣からは「鼻に刺さるような刺激臭」「店内に立ち込めるうんこ臭」ともいわれた。上原亜衣は「すごく居心地悪いです」「カレーより店のほうがくさい気がする」とコメントしていた。AIKAと泉麻那は、あまりの臭気に、入店して2秒で鼻に指を突っ込んだ。
カレーや店の臭気が体や服にも染みつくことで、神谷えりなは、店を出た後も「消臭してもらったはずの着ていた服があまりにも臭すぎた」「髪の毛からも全身からもあの悪夢の臭いが蘇った」と語り、取材を終えて店外に出て「外の空気をこんなに気持ちよく吸えたのは、東京に来て初めて」とのことであった。KAI-YOUのコダック川口は、社に戻った後、社の他の者の証言によれば、川口が「とてつもない異臭を放っていた」という。
アメリカのニュースサイト「Wowsabi」が取材した際には、「髪、シャツ、鞄のすべてが糞を浴びたような臭気となり、1日中そのままだった」という。臭気の対策として、ビニール袋に衣類を入れて持参し、自衛した上で来客する者もいた。

### 売上
「1か月以内に潰れる」との事前予想に反し、店からの発表によれば、2か月の収支は黒字で推移していた。開店から1か月目の8月16日から9月15日にかけては、売上は455,500円、収益は28,838円、1日の平均来店者数は14.8人だった。2か月目の9月16日から10月15日は、売上は359,630円、収益は6,905円、1日の平均来店者数は12.4人だった。くさい上に不味いカレーのみを提供していたにもかかわらず、事前調査とは裏腹に、「うんこ味のカレー」への需要はあり、売上は成立したともいえる。
しかし、多くの食材の原価が高値であり、しかも「気軽にうんこ味を確かめていただきたい」との意図から、価格も控えめに設定されていたため、カレーだけではほとんど利益がない状況であった。さらに、営業場所のテナントビルはスナックやバーもある建物であったため、カレー店としては家賃や光熱費が異常に高く、ビジネスとしては厳しい状態であった。また、客席は8席程度だが、多くの客が「食ってやろう」との気持ちで来店するために、非常にまずいカレーにもかかわらず1時間ほど粘り、さらに新たに来店した客の反応を見ようと、食べ終えた後も店に居残るため、飲食店の命といえる回転率も良くはなかった。
一番の収益をもたらした看板メニューは、高額のドリンクメニューである「水」であった。水は原価が2リットルで85円のところを1杯千円で売ったことで、その利益率は99パーセント以上であった。開店1か月目は30杯、2か月目は45杯の売上を記録した。

### 日本国外
日本のみならず、アメリカ合衆国、イギリス、アイルランド、フランス、スイス、ドイツ、スペイン、イタリア、中国、台湾、インドネシア、トルコなど、各国のニュースサイト、ウェブサイトで報道された。
アメリカのヴァイス・メディアによれば、日本国外からの来客もあり、この店だけを目的で訪日する者もいた。同じくアメリカでのCNNでは、「世界で最も気持ち悪いレストラン」と報じられた。このCNNなどでの報道を見て、「これを食べることが夢だった」と香港から来店した女性客もいた。
イギリスでは「Metro」で、このカレーを「とてもリアルで嫌なもの」と題した記事が掲載された。ドイツではニュースサイト「der Freitag」で、2019年（平成31年）3月に神奈川県横浜市で開催された「うんこミュージアム」と同様、日本では排泄物が娯楽に成り得る例として示された。
インドネシアではニュースサイト「Merdeka.com」で、「日本の料理があまりにも革新的であることを示す食品の一つ」、単なる石をペットに見立てる玩具「ペット・ロック」などと共に「風変わりにもかかわらず数千ドルを生み出す可能性を持つビジネスアイディアの一つ」として紹介され、閉店時には「多くの人を眉をひそめる店が、数か月営業の直後に閉店したのも不思議ではない」と報じられた。